# Cerisières
Cerisières é uma comuna francesa na região administrativa de Grande Leste, no departamento de Haute-Marne. Estende-se por uma área de 10,02 km². Em 2010 a comuna tinha 91 habitantes (densidade: 9,1 hab./km²).